# Erste Liga (hochei)
Erste Liga (cunoscută înainte sub numele de Liga MOL) este o competiție hocheistică comună între Ungaria și România, independentă de campionatele naționale ale celor două țări.. Competiția a fost fondată în anul 2008. Între 2012 și 2015, la competiție au participat și echipe din Slovacia. În sezonul 2016-2017 a fost primită la start o echipă din Serbia, iar în sezonul 2017-18 a participat o echipă din Austria.

## Istorie
Liga a fost organizată de Federația Română de Hochei pe gheață și Federația Maghiară de Hochei pe gheață, în baza unui acord încheiat între cele două federații pentru o perioadă de cinci ani (2008-2013), în competiție urmând să participe cele mai bune echipe din cele două țări. Competiția a fost sprijinită financiar de Grupul MOL.
In iulie 2017, Grupul MOL a refuzat prelungirea contractului de sponsorizare și astfel odată cu un nou sponsor Erste Bank, s-a schimbat și numele competiției.
| Sezoane MOL Liga |
| --- |
| - Fehérvári Titánok (II.) (Székesfehérvár) - Dunaújvárosi Acélbikák (Dunaújváros) - Ferencvárosi TC (Budapesta) - HC Csíkszereda (Miercurea Ciuc) - Miskolci JJSE (Miskolc) - NZ Stars (Budapesta) - Progym Hargita Gyöngye (Gheorgheni) - SC Csíkszereda (Csíkszereda) - Steaua Rangers (București) - Újpesti TE (Budapesta) - Fehérvári Titánok (II.) (Székesfehérvár) - Dunaújvárosi Acélbikák (Dunaújváros) - Ferencvárosi TC (Budapesta) - Miskolci JJSE (Miskolc) - Budapest Stars (Budapesta) - SC Miercurea Ciuc (Miercurea Ciuc) - SCM Fenestala Brașov 68 (Brașov) - Steaua Rangers (București) - Újpesti TE (Budapesta) - Fehérvári Titánok (II.) (Székesfehérvár) - Dunaújvárosi Acélbikák (Dunaújváros) - Ferencvárosi TC (Budapesta) - Újpesti TE (Budapesta) - NZ Stars (Budapesta) - Miskolci JJSE (Miskolc) - SC Miercurea Ciuc (Miercurea Ciuc) - Corona Wolves (Brașov) - Steaua Rangers (București) - Fehérvári Titánok (II.) (Székesfehérvár) - Dunaújvárosi Acélbikák (Dunaújváros) - Ferencvárosi TC (Budapesta) - Újpesti TE (Budapesta) - Miskolci JJSE (Miskolc) - SC Miercurea Ciuc (Miercurea Ciuc) - Corona Wolves (Brașov) - Fehérvári Titánok (II.) (Székesfehérvár) - Dunaújvárosi Acélbikák (Dunaújváros) - Ferencvárosi TC (Budapesta) - Újpesti TE (Budapesta) - Miskolci JJSE (Miskolc) - HC Nové Zámky (Nové Zámky) - SC Miercurea Ciuc (Miercurea Ciuc) - Corona Wolves (Brașov) - Fehérvári Titánok (II.) (Székesfehérvár) - Dunaújvárosi Acélbikák (Dunaújváros) - Ferencvárosi TC (Budapesta) - Újpesti TE (Budapesta) - Miskolci JJSE (Miskolc) - HC Nové Zámky (Nové Zámky) - SC Miercurea Ciuc (Miercurea Ciuc) - Corona Wolves (Brașov) - Fehérvári Titánok (II.) (Székesfehérvár) - Dunaújvárosi Acélbikák (Dunaújváros) - Ferencvárosi TC (Budapesta) - Újpesti TE (Budapesta) - Miskolci JJSE (Miskolc) - SC Miercurea Ciuc (Miercurea Ciuc) - Corona Wolves (Brașov) - Debreceni HK (Debrecen) - Fehérvári Titánok (II.) (Székesfehérvár) - Dunaújvárosi Acélbikák (Dunaújváros) - Ferencvárosi TC (Budapesta) - Újpesti TE (Budapesta) - DVTK (Miskolc) - SC Miercurea Ciuc (Miercurea Ciuc) - Corona Wolves (Brașov) - MAC Budapest (Budapesta) - Debreceni HK (Debrecen) - Fehérvári Titánok (II.) (Székesfehérvár) - Dunaújvárosi Acélbikák (Dunaújváros) - Ferencvárosi TC (Budapesta) - Újpesti TE (Budapesta) - DVTK (Miskolc) - SC Miercurea Ciuc (Miercurea Ciuc) - Corona Wolves(Brașov) - Dunarea Galați (Galați) - HK Beograd (Belgrad) - MAC Budapest (Budapesta) - Debreceni HK (Debrecen) |

| Sezoane Erste Liga |
| --- |
| - Fehérvári Titánok (II.) (Székesfehérvár) - Dunaújvárosi Acélbikák (Dunaújváros) - Ferencvárosi TC (Budapesta) - Újpesti TE (Budapesta) - DVTK (Miskolc) - SC Miercurea Ciuc (Miercurea Ciuc) - Corona Wolves (Brașov) - MAC Budapest (Budapesta) - Vienna Capitals (II.) (Viena) - Fehérvári Titánok (II.) (Székesfehérvár) - Dunaújvárosi Acélbikák (Dunaújváros) - Ferencvárosi TC (Budapesta) - Újpesti TE (Budapesta) - SC Miercurea Ciuc (Miercurea Ciuc) - Corona Wolves (Brașov) - Vienna Capitals (II.) (Viena) - Gyergyói HK (Gheorgheni) - Hokiklub Budapest (Budapesta) - DEAC (Debrecen) - Schiller-Vasas HC (Budapesta) - CSM Corona Brașov (Brașov) - Progym Hargita Gyöngye (Gheorgheni) - SC Csíkszereda (Miercurea Ciuc) - Fehérvári Titánok (II.) (Székesfehérvár) - Dunaújvárosi Acélbikák (Dunaújváros) - Ferencvárosi TC (Budapesta) - Vasas Budapest (Budapesta) - MAC HKB Újbuda (Budapesta) - DEAC (Debrețin) - Újpesti TE (Budapesta) - ACSH Gheorgheni (Gheorgheni) - CSM Corona Brașov (Brașov) - SC Miercurea Ciuc (Miercurea Ciuc) - DAB (Dunaújváros) - DEAC (Debrețin) - DVTK (Miskolc) - Fehérvári Titánok (II.) (Székesfehérvár) - Ferencvárosi TC (Budapesta) - Győr ETO (Győr) - MAC HKB Újbuda (Budapesta) - Újpesti TE (Budapesta) - ACSH Gheorgheni (Gheorgheni) - CSM Corona Brașov (Brașov) - SC Miercurea Ciuc (Miercurea Ciuc) - DAB (Dunaújváros) - DEAC (Debrețin) - DVTK (Miskolc) - Fehérvári Titánok (II.) (Székesfehérvár) - Ferencvárosi TC (Budapesta) - Budapesta JAHC (Budapesta) - Újpesti TE (Budapesta) - ACSH Gheorgheni (Gheorgheni) - CSM Corona Brașov (Brașov) - SC Miercurea Ciuc (Miercurea Ciuc) - DAB (Dunaújváros) - Debrecen EAC (Debrețin) - DVTK (Miskolc) - Feha19 (Székesfehérvár) - Ferencváros TC (Budapesta) - Budapesta Akademia HC (Budapesta) - Újpest TE (Budapesta) |

## Sezonul curent

### Sezonul 2024-2025
- ACSH Gheorgheni (Gheorgheni)
- CSM Corona Brașov (Brașov)
- SC Miercurea Ciuc (Miercurea Ciuc)
- DAB (Dunaújváros)
- Debrecen EAC (Debrețin)
- DVTK (Miskolc)
- Feha19 (Székesfehérvár)
- Ferencváros TC (Budapesta)
- Budapesta Akademia HC (Budapesta)
- Újpest TE (Budapesta)

## Campioane
| - 2008–2009 - HC Csíkszereda - 2009–2010 - Budapest Stars - 2010–2011 - SC Miercurea Ciuc - 2011–2012 - DAB-Docler - 2012–2013 - DAB-Docler - 2013–2014 - HC Mikron Nové Zámky - 2014–2015 - Miskolci Jegesmedvék - 2015–2016 - DVTK Jegesmedvék - 2016–2017 - DVTK Jegesmedvék - 2017–2018 - MAC Budapest - 2018–2019 - Ferencváros TC - 2019–2020 - Ferencváros TC & SC Miercurea Ciuc |  | - 2020–2021 - SC Miercurea Ciuc - 2021–2022 - SC Miercurea Ciuc - 2022–2023 - ACSH Gheorgheni - 2023–2024 - Corona Brașov - 2024–2025 - ACSH Gheorgheni |  |  |

## Echipe
Erste Liga este formată din 10 echipe.
| Echipa                | Oraș                | Arena                          | Capacitate          | Fondat              |
| Echipe participante   | Echipe participante | Echipe participante            | Echipe participante | Echipe participante |
| --------------------- | ------------------- | ------------------------------ | ------------------- | ------------------- |
| ACSH Gheorgheni       | Gheorgheni          | Gyergyószentmiklósi Mujégpálya | 1,000               | 1949                |
| Corona Brașov         | Brașov              | Patinoar Brașov                | 2,000               | 2007                |
| SC Miercurea Ciuc     | Miercurea-Ciuc      | Patinoarul Lajos Vákár         | 4,000               | 1929                |
| DAB                   | Dunaújváros         | Dunaújvárosi Jégcsarnok        | 4,000               | 2006                |
| Debrecen EAC          | Debrețin            | Debrecen Jégcsarnok            | 500                 | 1919                |
| DVTK                  | Miskolc             | Miskolci Jégcsarnok            | 1,300               | 1978                |
| Feha19                | Székesfehérvár      | Ifjabb Ocskay Gábor Ice Hall   | 3,600               | 2008                |
| Ferencváros TC        | Budapesta           | Pesterzsébeti Jégcsarnok       | 1,500               | 1928                |
| Budapesta Akademia HC | Budapesta           | Vasas Jégcentrum               | 1,500               | 1988                |
| Újpest TE             | Budapesta           | Újpesti Jégcsarnok             | 1,300               | 1955                |
| Echipe retrase        |                     |                                |                     |                     |
| Győr ETO              | Győr                | Győri Műjégpálya               | 1,300               | 1984                |
| HC Csíkszereda        | Miercurea-Ciuc      | Patinoarul Lajos Vákár         | 2,000               | 2002                |
| Steaua Rangers        | București           | Mihai Flamaropol               | 8,000               | 1951                |
| Budapest Stars(Vasas) | Budapesta           | Jegpalota Budapest             | 2,000               | 2001                |
| HC Nové Zámky         | Nové Zámky          | Zimny Stadion Nové Zámky       | 3,500               | 1965                |
| Dunărea Galați        | Galați              | Patinoar Galați                | 5000                | 1932                |
| HK Beograd            | Belgrad             | Pionir Ice Hall                | 2,500               | 2016                |
| Hokiklub Budapest     | Budapesta           | Tüskecsarnok                   | 2,540               | 2006                |
| Schiller-Vasas HC     | Budapesta           | Vasas Jégcentrum               | 1,500               | 2001                |
| Vienna Capitals (II.) | Viena               | Albert Schultz Eishalle        | 7,022               | 2001                |